# Euro Beach Soccer League 2012
L'Euro Beach Soccer League 2012 è la 15ª edizione di questo torneo.

## Calendario
| Data         | Paese                  | Città         | Stage   |
| ------------ | ---------------------- | ------------- | ------- |
| 8-10 giugno  | Italia (bandiera)      | Terracina     | Stage 1 |
| 3-5 agosto   | Germania (bandiera)    | Berlino       | Stage 2 |
| 17-19 agosto | Spagna (bandiera)      | Torredenbarra | Stage 3 |
| 23-26 agosto | Paesi Bassi (bandiera) | The Hague     | Finali  |

## Squadre partecipanti

### Divisione A
- Francia
- Italia
- Polonia
- Portogallo

- Romania
- Russia
- Spagna
- Svizzera

### Divisione B
- Andorra
- Azerbaigian
- Bielorussia
- Rep. Ceca
- Inghilterra
- Estonia

- Grecia
- Germania
- Ungheria
- Norvegia
- Ucraina
- Turchia

## Stage 1

### Divisione A

#### Gruppo 1
| Team       | G | V | V+ | P | GF | GS | +/- | P |
| ---------- | - | - | -- | - | -- | -- | --- | - |
| Russia     | 3 | 3 | 0  | 0 | 16 | 8  | +8  | 9 |
| Portogallo | 3 | 1 | 1  | 1 | 12 | 9  | +3  | 5 |
| Spagna     | 3 | 0 | 1  | 2 | 12 | 17 | –5  | 2 |
| Francia    | 3 | 0 | 0  | 3 | 14 | 20 | –6  | 0 |

| Squadra 1  | Risultato     | Squadra 2  |
| ---------- | ------------- | ---------- |
| Russia     | 9-6           | Francia    |
| Portogallo | 6-5 dts       | Spagna     |
| Portogallo | 6-3           | Francia    |
| Russia     | 6-2           | Spagna     |
| Spagna     | 5-5 (1-0 dcr) | Francia    |
| Russia     | 1-0           | Portogallo |

#### Gruppo 2
| Team     | G | V | V+ | P | GF | GS | +/- | P |
| -------- | - | - | -- | - | -- | -- | --- | - |
| Svizzera | 3 | 2 | 0  | 1 | 20 | 15 | +5  | 6 |
| Polonia  | 3 | 0 | 2  | 1 | 21 | 23 | –2  | 4 |
| Italia   | 3 | 1 | 0  | 2 | 16 | 13 | +3  | 3 |
| Romania  | 3 | 1 | 0  | 2 | 12 | 18 | –6  | 3 |

| Squadra 1 | Risultato     | Squadra 2 |
| --------- | ------------- | --------- |
| Romania   | 5-4           | Svizzera  |
| Polonia   | 7-6 dts       | Italia    |
| Svizzera  | 12-8          | Polonia   |
| Italia    | 8-2           | Romania   |
| Polonia   | 6-5 (1-0 dts) | Romania   |
| Svizzera  | 4-2           | Italia    |

### Divisione B
| Team        | G | V | V+ | P | GF | GS | +/- | P |
| ----------- | - | - | -- | - | -- | -- | --- | - |
| Bielorussia | 3 | 2 | 0  | 1 | 15 | 9  | +6  | 6 |
| Rep. Ceca   | 3 | 2 | 0  | 1 | 12 | 5  | +7  | 6 |
| Ungheria    | 3 | 2 | 0  | 1 | 15 | 17 | –2  | 6 |
| Norvegia    | 3 | 0 | 0  | 3 | 9  | 20 | –11 | 0 |

| Squadra 1   | Risultato | Squadra 2   |
| ----------- | --------- | ----------- |
| Rep. Ceca   | 7-0       | Norvegia    |
| Bielorussia | 9-3       | Ungheria    |
| Bielorussia | 5-4       | Norvegia    |
| Ungheria    | 5-4       | Rep. Ceca   |
| Ungheria    | 8-5       | Norvegia    |
| Rep. Ceca   | 2-1       | Bielorussia |

## Stage 2

### Divisione A
| Team    | G | V | V+ | P | GF | GS | +/- | P |
| ------- | - | - | -- | - | -- | -- | --- | - |
| Russia  | 3 | 3 | 0  | 0 | 15 | 6  | +9  | 9 |
| Romania | 3 | 0 | 2  | 1 | 11 | 15 | –4  | 4 |
| Italia  | 3 | 1 | 0  | 2 | 14 | 13 | +1  | 3 |
| Francia | 3 | 0 | 0  | 3 | 12 | 18 | –6  | 0 |

| Squadra 1 | Risultato     | Squadra 2 |
| --------- | ------------- | --------- |
| Romania   | 4-4 (1-0 dcr) | Italia    |
| Russia    | 5-2           | Francia   |
| Romania   | 5-4 dts       | Francia   |
| Russia    | 3-2           | Italia    |
| Italia    | 8-6           | Francia   |
| Russia    | 7-2           | Romania   |

### Divisione B
| Team        | G | V | V+ | P | GF | GS | +/- | P |
| ----------- | - | - | -- | - | -- | -- | --- | - |
| Germania    | 3 | 3 | 0  | 0 | 9  | 4  | +5  | 9 |
| Azerbaigian | 3 | 2 | 0  | 1 | 14 | 11 | +3  | 6 |
| Grecia      | 3 | 1 | 0  | 2 | 9  | 10 | –1  | 3 |
| Turchia     | 3 | 0 | 0  | 3 | 8  | 15 | –7  | 0 |

| Squadra 1   | Risultato | Squadra 2   |
| ----------- | --------- | ----------- |
| Grecia      | 5-2       | Turchia     |
| Germania    | 3-2       | Azerbaigian |
| Azerbaigian | 6-5       | Turchia     |
| Germania    | 2-1       | Grecia      |
| Azerbaigian | 6-3       | Grecia      |
| Germania    | 4-1       | Turchia     |

## Stage 3

### Divisione A
| Team       | G | V | V+ | P | GF | GS | +/- | P |
| ---------- | - | - | -- | - | -- | -- | --- | - |
| Svizzera   | 3 | 2 | 0  | 1 | 17 | 14 | +3  | 6 |
| Spagna     | 3 | 0 | 2  | 1 | 11 | 12 | –1  | 4 |
| Portogallo | 3 | 1 | 0  | 2 | 17 | 19 | –2  | 3 |
| Polonia    | 3 | 1 | 0  | 2 | 9  | 9  | 0   | 3 |

| Squadra 1  | Risultato     | Squadra 2  |
| ---------- | ------------- | ---------- |
| Spagna     | 1-1 (2-1 dcr) | Polonia    |
| Portogallo | 7-8           | Svizzera   |
| Svizzera   | 8-5           | Spagna     |
| Portogallo | 7-6           | Polonia    |
| Polonia    | 2-1           | Svizzera   |
| Spagna     | 5-3 dts       | Portogallo |

### Divisione B
| Team        | G | V | V+ | P | GF | GS | +/- | P |
| ----------- | - | - | -- | - | -- | -- | --- | - |
| Ucraina     | 3 | 3 | 0  | 0 | 27 | 7  | +20 | 9 |
| Estonia     | 3 | 2 | 0  | 1 | 16 | 11 | +5  | 6 |
| Inghilterra | 3 | 1 | 0  | 2 | 9  | 15 | –6  | 3 |
| Andorra     | 3 | 0 | 0  | 3 | 6  | 25 | –19 | 0 |

| Squadra 1   | Risultato | Squadra 2   |
| ----------- | --------- | ----------- |
| Ucraina     | 6-4       | Estonia     |
| Inghilterra | 4-3       | Andorra     |
| Ucraina     | 13-1      | Andorra     |
| Estonia     | 4-3       | Inghilterra |
| Estonia     | 8-2       | Andorra     |
| Ucraina     | 8-2       | Inghilterra |

## Classifica generale
Criteri per la classifica: Divisione A – 1. Punti 2. Differenza goal 3. Goal segnati | Divisione B – 1. Punti 2. Miglior piazzamento nel gruppo 3. Differenza goal 4. Goal segnati.

### Division A
| Pos | Team       | G | V | V+ | P | GF | GS | +/- | P  |
| --- | ---------- | - | - | -- | - | -- | -- | --- | -- |
| 1   | Russia     | 6 | 6 | 0  | 0 | 31 | 14 | +17 | 18 |
| 2   | Svizzera   | 6 | 4 | 0  | 2 | 37 | 29 | +8  | 12 |
| 3   | Portogallo | 6 | 2 | 1  | 3 | 29 | 28 | +1  | 8  |
| 4   | Polonia    | 6 | 1 | 2  | 3 | 30 | 32 | –2  | 7  |
| 5   | Romania    | 6 | 1 | 2  | 3 | 23 | 33 | –10 | 7  |
| 6   | Italia     | 6 | 2 | 0  | 4 | 30 | 26 | +4  | 6  |
| 7   | Spagna     | 6 | 0 | 3  | 3 | 23 | 29 | –6  | 6  |
| 8   | Francia    | 6 | 0 | 0  | 6 | 26 | 38 | –12 | 0  |

### Division B
| Pos | Team        | G | V | V+ | P | GF | GS | +/- | P |
| --- | ----------- | - | - | -- | - | -- | -- | --- | - |
| 1   | Ucraina     | 3 | 3 | 0  | 0 | 27 | 7  | +20 | 9 |
| 2   | Germania    | 3 | 3 | 0  | 0 | 9  | 4  | +5  | 9 |
| 3   | Bielorussia | 3 | 2 | 0  | 1 | 15 | 9  | +6  | 6 |
| 4   | Rep. Ceca   | 3 | 2 | 0  | 1 | 12 | 5  | +7  | 6 |
| 5   | Estonia     | 3 | 2 | 0  | 1 | 16 | 11 | +5  | 6 |
| 6   | Azerbaigian | 3 | 2 | 0  | 1 | 14 | 11 | +3  | 6 |
| 7   | Ungheria    | 3 | 2 | 0  | 1 | 15 | 17 | –2  | 6 |
| 8   | Grecia      | 3 | 1 | 0  | 2 | 9  | 10 | –1  | 3 |
| 9   | Inghilterra | 3 | 1 | 0  | 2 | 9  | 15 | –6  | 3 |
| 10  | Andorra     | 3 | 0 | 0  | 3 | 6  | 25 | –19 | 0 |

## Finali promozione

### Squadre qualificate
- Ucraina
- Germania
- Bielorussia
- Rep. Ceca
- Paesi Bassi
- Francia (Ultima della divisione A)

#### Gruppo 1
| Team        | G | V | V+ | P | GF | GS | +/- | P |
| ----------- | - | - | -- | - | -- | -- | --- | - |
| Bielorussia | 2 | 1 | 0  | 1 | 6  | 5  | +1  | 3 |
| Paesi Bassi | 2 | 1 | 0  | 1 | 7  | 7  | 0   | 3 |
| Germania    | 2 | 1 | 0  | 1 | 6  | 7  | –1  | 3 |

| Squadra 1   | Risultato | Squadra 2   |
| ----------- | --------- | ----------- |
| Germania    | 3-2       | Bielorussia |
| Bielorussia | 4-2       | Paesi Bassi |
| Paesi Bassi | 5-3       | Germania    |

#### Gruppo 2
| Team      | G | V | V+ | P | GF | GS | +/- | P |
| --------- | - | - | -- | - | -- | -- | --- | - |
| Ucraina   | 2 | 2 | 0  | 0 | 8  | 3  | +5  | 6 |
| Francia   | 2 | 1 | 0  | 1 | 7  | 9  | –2  | 3 |
| Rep. Ceca | 2 | 0 | 0  | 2 | 4  | 7  | –3  | 0 |

| Squadra 1 | Risultato | Squadra 2 |
| --------- | --------- | --------- |
| Francia   | 5-3       | Rep. Ceca |
| Ucraina   | 2-1       | Rep. Ceca |
| Ucraina   | 6-2       | Francia   |

#### Finale 5º posto
| Squadra 1 | Risultato | Squadra 2 |
| --------- | --------- | --------- |
| Germania  | 8-3       | Rep. Ceca |

#### Finale 3º posto
| Squadra 1   | Risultato | Squadra 2 |
| ----------- | --------- | --------- |
| Paesi Bassi | 7-4       | Francia   |

#### Finale promozione
| Squadra 1 | Risultato     | Squadra 2   |
| --------- | ------------- | ----------- |
| Ucraina   | 1-1 (2-1 dcr) | Bielorussia |

#### Classifica finale Divisione B
| Rank | Team        |                           |
| ---- | ----------- | ------------------------- |
| 1    | Ucraina     | Promossa in Divisione A   |
| 2    | Bielorussia | Promossa in Divisione A   |
| 3    | Paesi Bassi | Promossa in Divisione A   |
| 4    | Francia     | Retrocessa in Divisione B |
| 5    | Germania    | Rimane in divisione B     |
| 6    | Rep. Ceca   | Rimane in divisione B     |

## Finali

### Squadre qualificate
- Russia
- Italia
- Polonia
- Svizzera
- Romania
- Portogallo

#### Gruppo 1
| Team    | G | V | V+ | P | GF | GS | +/- | P |
| ------- | - | - | -- | - | -- | -- | --- | - |
| Russia  | 2 | 2 | 0  | 0 | 13 | 6  | +7  | 6 |
| Italia  | 2 | 1 | 0  | 1 | 9  | 7  | +2  | 3 |
| Polonia | 2 | 0 | 0  | 2 | 3  | 12 | –9  | 0 |

| Squadra 1 | Risultato | Squadra 2 |
| --------- | --------- | --------- |
| Russia    | 7-3       | Italia    |
| Italia    | 6-0       | Polonia   |
| Russia    | 6-3       | Polonia   |

#### Gruppo 2
| Team       | G | V | V+ | P | GF | GS | +/- | P |
| ---------- | - | - | -- | - | -- | -- | --- | - |
| Svizzera   | 2 | 2 | 0  | 0 | 14 | 5  | +9  | 6 |
| Romania    | 2 | 1 | 0  | 1 | 7  | 11 | –4  | 3 |
| Portogallo | 2 | 0 | 0  | 2 | 7  | 12 | –5  | 0 |

| Squadra 1 | Risultato | Squadra 2  |
| --------- | --------- | ---------- |
| Svizzera  | 7-2       | Romania    |
| Romania   | 5-4       | Portogallo |
| Svizzera  | 7-3       | Polonia    |

#### Finale 5º posto
| Squadra 1  | Risultato | Squadra 2 |
| ---------- | --------- | --------- |
| Portogallo | 9-2       | Polonia   |

#### Finale 3º posto
| Squadra 1 | Risultato | Squadra 2 |
| --------- | --------- | --------- |
| Italia    | 5-1       | Romania   |

#### Finale 1º posto
| Squadra 1 | Risultato | Squadra 2 |
| --------- | --------- | --------- |
| Svizzera  | 6-5       | Russia    |

## Classifica Finale
| Pos | Team       |
| --- | ---------- |
| 1   | Svizzera   |
| 2   | Russia     |
| 3   | Italia     |
| 4   | Romania    |
| 5   | Portogallo |
| 6   | Polonia    |